# Yevgueni Levchenko
Yevgueni Víktorovich Levchenko (en ruso) o Evguen Víktorovich Levchenko (en ucraniano; Kostiantynivka, Ucrania, 2 de enero de 1978) es un futbolista ucraniano. Juega de volante y su actual equipo es el Willem II de la Eerste Divisie de los Países Bajos.

## Selección nacional
Ha sido internacional con la Selección de fútbol de Ucrania, ha jugado ocho partidos internacionales.

## Clubes
| Club                | País         | Año       |
| ------------------- | ------------ | --------- |
| FC Shakhtar Donetsk | Ucrania      | 1993-1995 |
| PFC CSKA Moscú      | Rusia        | 1996      |
| Vitesse             | Países Bajos | 1996-1997 |
| Helmond Sport       | Países Bajos | 1997-1998 |
| SC Cambuur          | Países Bajos | 1998-2000 |
| Vitesse             | Países Bajos | 2000-2003 |
| Sparta de Rotterdam | Países Bajos | 2003-2005 |
| FC Groningen        | Países Bajos | 2005-2009 |
| FC Saturn           | Rusia        | 2009-2010 |
| Willem II           | Países Bajos | 2010-     |